# BTS's American Hustle Life
《BTS's American Hustle Life》（韓語：방탄소년단의 아메리칸 허슬 라이프）是韓國Big Hit娛樂公司旗下男子團體防彈少年團的第二個電視真人實境秀綜藝節目，是Mnet突破以往做出的實境秀新嘗試。於2014年6月底至8月，防彈少年團與製作人房時爀在美國洛杉磯製作與準備新專輯《DARK & WILD》時所拍攝。
節目在韓國時間2014年7月24日晚上八點首播，之後每週四晚上七點半於Mnet播出，播映至2014年9月11日結束，總共八集。

## 節目簡介
防彈少年團前往嘻哈饒舌發源地美國L.A.，在意想不到的突發狀況之下開始每天24小時與嘻哈導師一起生活，並且與製作人、饒舌歌手、DJ等多位老師見面－－其中包括美國傳奇嘻哈人物Warren G和Coolio－－透過各式各樣的任務接觸真正的嘻哈文化。
節目製作人：「嘻哈偶像防彈少年團在毫無準備的情況之下展開美國當地homestay生活，在節目中可以看到他們的真實面貌，以及LA日常生活的互動樂趣。他們克服了陌生文化，接觸當地嘻哈，而且見到了嘻哈傳奇Warren G和Coolio，展現成長。」

## 演出團員
- Rap Monster
- SUGA
- Jin
- j-hope
- Jimin
- V
- Jung Kook

## 節目集數
| 集數 | 播放日期      | 老師                                                             | 內容 |
| 1    | 2014年7月24日 | Coolio                                                           | 1. 強制的嘻哈留學 2. 與嘻哈教父Coolio見面                                                                                         |
| 2    | 2014年7月31日 | Coolio                                                           | 1. Coolio給予防彈少年團的考驗任務 2. 防彈少年團對洛杉磯市民們的嘻哈求愛                                                           |
| 3    | 2014年8月7日  | Jenny Kita                                                       | 1. 舞蹈實力測試 2. 與當地舞蹈團的Dance Battle 3. 任務，挑戰嘻哈舞蹈                                                               |
| 4    | 2014年8月14日 | Warren G Tony Nate                                               | 1. 清潔骯髒的宿舍 2. 嘻哈教父Warren G親自介紹長灘 3. 任務，以人生經驗改寫Warren G〈Regulate〉歌詞                                 |
| 5    | 2014年8月21日 | Warren G Tony Nate                                               | 1. Warren G在自家招待防彈少年團 2. 任務，上街邀請女孩參與MV拍攝 3. 任務，重新拍攝〈Boy In Luv〉LA版MV                             |
| 6    | 2014年8月28日 | FAAHZ（Beatbox） Joe "Jolee" Lee（B-boy） Iris Stevenson（聲樂） | 1. 分組訓練與任務 Beatbox組：Jin、j-hope B-boy組：Rap Monster、Jimin 聲樂組：SUGA、V、Jung Kook                                   |
| 7    | 2014年9月4日  |                                                                  | 1. 打工賺錢 飯店清潔：Rap Monster、SUGA 飛機清潔：Jimin、Jung Kook 遊艇清潔：Jin、j-hope、V 2. 從嘻哈精神回饋社會，遊民給予的建言 |
| 8    | 2014年9月11日 |                                                                  | 1. 製作公演宣傳單並上街邀請路人 2. 成果發表，洛杉磯小型公演 3. 宿舍最後一日                                                       |